# L'Huisserie
L'Huisserie är en kommun i departementet Mayenne i regionen Pays de la Loire i nordvästra Frankrike. Kommunen ligger i kantonen Saint-Berthevin som tillhör arrondissementet Laval.
År 2022 hade L'Huisserie 4 554 invånare.

## Fotografier

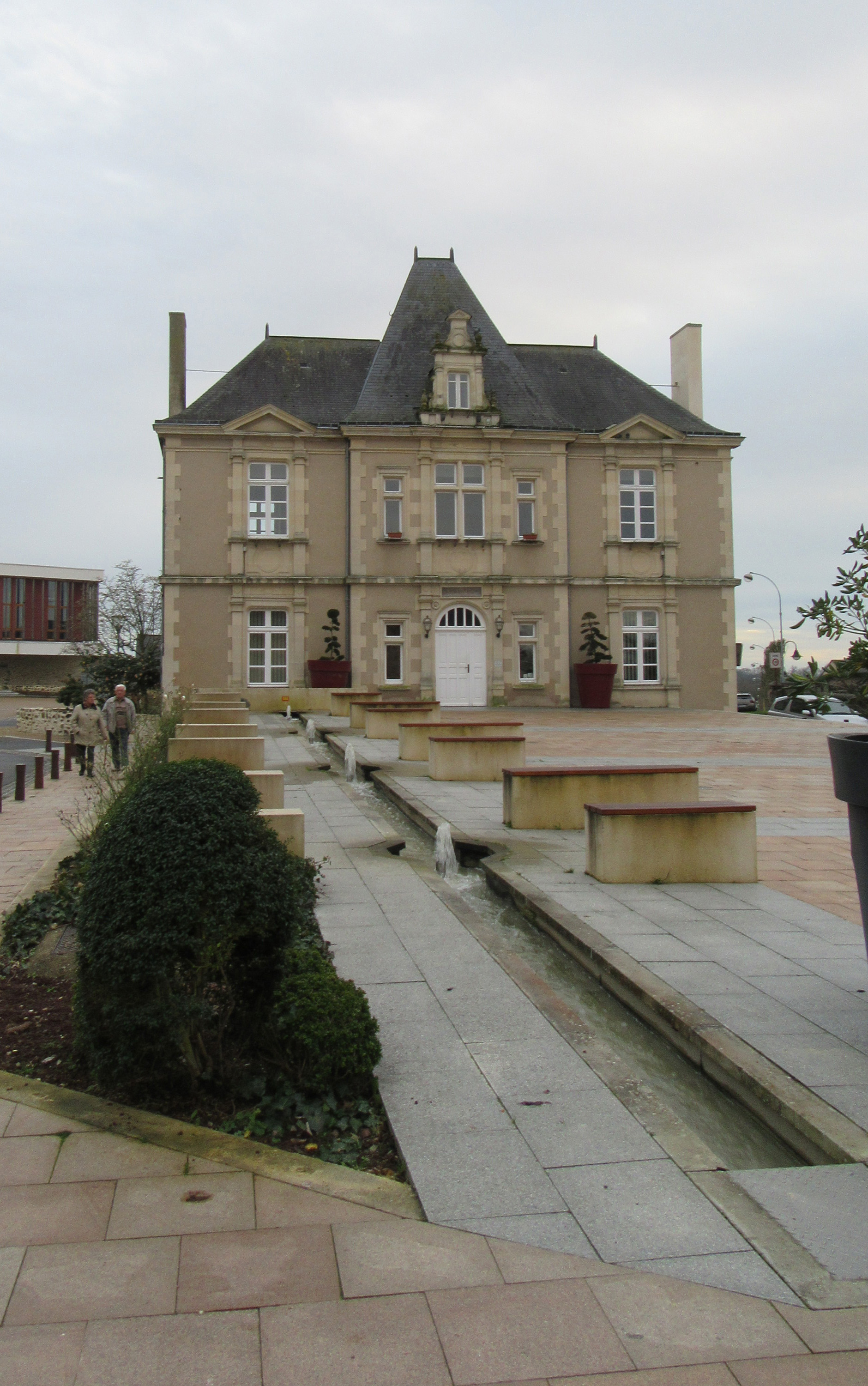
Postkontoret (till vänster) och rådhuset.

## Befolkningsutveckling
Antalet invånare i kommunen L'Huisserie
| Referens: INSEE |